# Дину, Лоредана
Лоредана Дину (рум. Loredana Dinu, р.2 апреля 1984), в девичестве Лоредана Йордэкьою (рум. Loredana Iordăchioiu) — румынская фехтовальщица-шпажистка, многократная чемпионка мира и Европы.

## Биография
Родилась в 1984 году в Крайове. Фехтованием занялась в 11 лет. В 2001 году стала серебряной призёркой чемпионата мира среди юниоров, на чемпионате мира среди юниоров 2004 года завоевала бронзовую медаль.
В 2006 году стала чемпионкой Европы, в 2008 году повторила это достижение. В 2010 году стала чемпионкой мира. В 2011 году завоевала золотые медали чемпионатов мира и Европы и награждена орденом «За спортивные заслуги» II степени I типа. В 2012 году завоевала серебряную медаль чемпионата Европы, но на Олимпийских играх в Лондоне заняла лишь 6-е место в командном первенстве. После этого она объявила о перерыве в спортивной карьере.
Вновь вернулась в спорт в 2015 году, завоевав золотую медаль чемпионата Европы и серебряную медаль чемпионата мира.
В 2016 году румынская шпажистка выиграла бронзовую медаль на чемпионате Европы в командном первенстве и удостоена звания почётного гражданина Бухареста.